# 俄羅斯聯邦國家統計局
联邦国家统计局（俄语：Федеральная служба государственной статистики，羅馬化：Federalnaya sluzhba gosudarstvennoy statistiki，縮寫：Росстат）是俄罗斯联邦政府统计机构，其前身是苏联国家统计委员会，国家统计委员会则是1987年由苏联中央统计局升格而来。俄罗斯联邦国家统计局成立于2004年，自2017年起隶属于俄罗斯经济发展部，工作人员23000人。